# 韓国強制併合100年共同行動
韓国強制併合100年共同行動（かんこくきょうせいへいごうひゃくねんきょうどうこうどう）は、韓国併合100周年を契機に、日本と韓国の市民団体が連携して、戦後補償の実現や国交正常化などの植民地支配の完全な清算を目指す市民運動。発起人は高麗大学名誉教授の姜萬吉・、聖公会大学教授の韓洪九・、元統一部長官の李在禎・など。日本実行委員会は2010年1月31日に結成された。民族問題研究所・韓国挺身隊問題対策協議会など83ヶ所の韓国の市民社会団体と、VAWW-NETジャパン・東京朝鮮人強制連行真相調査団など58ヶ所の日本の市民社会団体などで構成されている。

## 設立
- 2009年、平壌で開催された韓国と北朝鮮による「日本の歴史わい曲を糾弾する北南討論会」において、民間レベルにおける北南関係回復の突破口として、共通の懸案である日本の過去清算問題が議題に上がり、日本の市民団体に働きかけを行った[1]。

## 活動
- 2010年2月27日、東京都文京区で集会を開催。韓民衆連帯全国ネットワーク共同代表の渡辺健樹や中原道子が、永住外国人の参政権や朝鮮学校の無償化、日朝国交正常化、慰安婦への謝罪と賠償などを訴えた[3]。
- 2010年4月18日、東京都文京区でシンポジウムを開催。明治大学の笹川紀勝教授が、「第二次日韓協約は強制的に結ばれたもので、当時の国際法に照らしても違法という認識は世界的に知られていると指摘。政府見解を含め、歴史認識を転換する必要がある」と訴えた[4]。
- 2010年5月25日、参議院議員会館で「韓国併合100年　日本に何が問われているのか」集会を開催。韓国から国会議員の姜昌一、張世煥、朴宣映、柳宣浩らが参加。日本側の国会議員として今野東、斎藤勁、辻恵、笠井亮、山下芳生、首藤信彦、生方幸夫、石毛鍈子、大河原雅子、服部良一、藤田幸久が参加した[5]。
- 2010年7月25日、新宿で宣伝活動のパレードを開催するが、在日特権を許さない市民の会の抗議を受ける[6]。
- 2010年8月22日、池袋の豊島公会堂で『朝鮮植民地支配を清算し、平和と共生のアジアを！－8・22日韓市民共同宣言大会－』を開催 。なお、8/22より、8月29日のこの大会は、韓国政府の機関である東北アジア歴史財団が関与している。
- 2010年8月29日、ソウル 成均館大600周年記念館で「植民主義清算と平和実現のための韓日市民共同宣言」を発表し、竹島問題について、「竹島は日露戦争に便乗して日本に強制的に編入されたもので、明確に植民支配の一環として起きた歴史問題」「独島につい領土問題として教科書に記述させる措置を中止すること」を日本政府に要求した[7]。

## 要請
2010年5月25日、日本政府に対して、以下の法案を成立させることを要請している。
- 「朝鮮人強制労働被害者補償法」の成立
- 「韓国人旧日本軍人軍属動員被害者補償法」の成立

2010年8月29日の閉会式で「韓日市民共同宣言文」を採択し、「植民支配と侵略戦争による各種被害の真相を糾明し、被害救済のための迅速な措置が成し遂げられるように日本政府が法を制定すること」と「韓国政府の強制動員被害真相究明と救済措置のための活動継続要求」を決議した。服部良一衆議院議員は「歴史に対する反省と謝罪がない日本政府を見れば、同じ日本人として怒りを禁じえない」とし「韓日市民の力で日本政府が謝罪し賠償する日まで議員として努力する」と話し、姜昌一民主党議員も「日本政府の強盗行為を絶対忘れず、韓国政府の中途はんぱ態度も黙ってはいない」としながら、「市民の同意を集めて国会議員らが過去の歴史清算のための立法活動をする先頭に立つ」と述べた。

### 韓日市民共同宣言文
- 韓日市民共同宣言に対する支持と共感を市民の中に拡大・支持基盤を広げる
- 韓日・朝日の平和な未来を開くための過去清算に努めることを促す地方議会意見書採択運動推進
- 韓日国会に被害者に対する謝罪と賠償実行関連法制定要求
- 植民地支配記録のため「植民地支配真相究明法」制定推進
- 政府の中に過去清算のための課題を扱う組織設置要求
- 植民主義清算と東アジア平和のための市民団体の国際連帯活動強化

## 日本実行委員会の呼びかけ人
- 青柳純一
- 梓澤和幸
- 荒井信一
- 石井寛
- 伊藤成彦
- 李洋秀
- 内田雅敏
- 内海愛子
- 尾澤邦子
- 岡田卓己
- 加藤正姫
- 鎌田慧
- 亀田博
- 姜徳相
- 金賛汀
- 古庄正
- 東海林勤
- 鈴木裕子
- 宋富子
- 高田健
- 田代美江子
- 田中正敬
- 崔善愛
- 筑紫建彦
- 寺尾光身
- 土松克典
- 中川美由紀
- 中原道子
- 中山武敏
- 野平晋作
- 樋口雄一
- 飛田雄一
- 福留範昭
- 布施哲也
- 前田憲二
- 増田都子
- 松尾章一
- 水田洋
- 光延一郎
- 持橋多聞
- 森正孝
- 安川寿之輔
- 矢野秀喜　(靖国神社に合祀されている韓国人の位牌返還運動に参加[8]。強制連行・企業責任追及裁判全国ネットワーク事務局長)
- 山田昭次
- 渡辺一夫
- 渡辺健樹

## 賛同団体
- 「韓国併合」100年市民ネットワーク
- 「韓国併合」100年真の和解・平和・友好を求める2010年運動
- 日韓民衆連帯全国ネットワーク
- 在日韓国民主統一連合
- ノレの会
- VAWW-NETジャパン
- 日韓の女性と歴史を考える会
- 在韓軍人軍属裁判を支援する会
- 日本製鉄元徴用工裁判を支援する会
- ノー！ハプサ
- 強制連行・企業責任追及裁判全国ネットワーク
- あびこ平和ネット
- ピースボート
- 「慰安婦」問題解決オール連帯ネットワーク
- 第二次不二越強制連行・強制労働訴訟を支援する北陸連絡会